# Рымкевич, Андрей Павлович
Андрей Павлович Рымкевич — советский и российский физик, методист.

## Биография

### Детство и образование
Родился в семье Павла Адамовича Рымкевича, знаменитого ученого и писателя.
В 1941 году с отличием окончил школу, но выпускной бал совпал с началом Великой Отечественной войны, поэтому продолжил учёбу в зенитно-прожекторном училище.

### Служба в армии / Участие в ВОВ
В 1941 году поступил на учёбу в зенитно-прожекторное училище.
В 1942 году был назначен командиром прожекторного взвода, с частями действующей армии прошёл от Астрахани до Бреслау.
В 1945 году получил тяжёлое ранение и был демобилизован.

### Последующие годы
В 1949 году окончил физико-математический факультет Ленинградского пединститута, а в 1952 году — аспирантуру.
Долгое время работал в Ленинградском педагогическом институте им. А. И. Герцена и одновременно преподавал физику в школе.
В 1975 году переехал из Ленинграда в Шадринск Курганской области, где до своих последних дней работал на кафедре физики Шадринского педагогического института.
В 1976 году Рымкевичу было присуждено звание академика Российской академии наук.
В 1986 году он стал членом-корреспондентом международной академии криоприборов.

### Научная деятельность
А. П. Рымкевич обладал своей ленинградской школой методики преподавания физики: под его руководством защитили кандидатские диссертации 14 человек, среди них доктора наук, профессора, известные организаторы науки. Он являлся так же учёным секретарём специализированного совета по защитам диссертаций. Стал научным консультантом фирмы «Педнаучфильм». Большой вклад внес в развитие отечественной педагогики, будучи старшим научным сотрудником НИИ общей педагогики Академии педагогических наук, так же исполнял обязанности заведующего кафедрой и декана физического факультета института. В Ленинграде им были подготовлены первые издания задачника для средней школы (совместно с отцом Павлом Адамовичем Рымкевичем), учебника «Физика для 8 класса» для вечерней школы.

### Методист
Одна из главных работ Рымкевича — «Сборник задач по физике для средней школы», который выдержал более двадцати изданий. По этому задачнику учились в школах СССР, продолжают учиться школьники России и ближнего зарубежья.

### Смерть
Андрей Павлович Рымкевич скончался 7 декабря 1993 года. С его именем связана определённая эпоха в методике преподавания физики.

## Награды
В 1992 году — звание заслуженного учёного Российской Федерации;
В 2005 году — медаль имени Андрея Сахарова, высокая гражданская награда за выдающиеся достижения в науке и общественной деятельности;
В 2010 году — премия имени Андрея Колмогорова за выдающиеся достижения в математике.

## Память
В 2012 году именем Рымкевича была названа улица в Шадринске.